# Arachnomorpha
Arachnomorpha một nhánh trong ngành Arthropoda tạo thành một nhóm đơn ngành gồm Trilobita, và động vật chân đốt khác Megacheira và các họ giốn trilobita (Helmetiidae, Xandarellidae, Naraoiidae, Liwiidae, và Tegopeltidae), và nhánh chị em bao gồm Chelicerata. Tranh cãi lớn nhất về phân loại này chủ yếu là Pycnongonida, vì nhóm này được xem là không nên xếp vào Chelicerata. Arachnomorpha được xem là nhóm có quan hệ chị em với giáp xác, được xem là thuộc nhánh mandibulate (gồm côn trùng và myriapoda).

## Phân loại
- ?Pycnogonida Latreille, 1806 (bao gồm Pantopoda Gerstaecker, 1863)

Arachnomorpha Lameere, 1890 [= Arachnata Paulus, 1979, = Palaeopoda Packard, 1903]
- Trilobita Walch, 1771
- Strabopida Hou & Bergström, 1997
- Aglaspida Walcott, 1911
- Cheloniellida Broili, 1932
- Chelicerata Heymons 1901 [= Euchelicerata Weygoldt & Paulus, 1979]
  - Lớp Xiphosura Latreille, 1802
  - Lớp Chasmataspida Caster & Brooks, 1956
  - Lớp Eurypterida Burmeister, 1843
  - Lớp Arachnida Lamarck, 1801